# Участие Канады в войне в Афганистане
Первые канадские военнослужащие из состава спецподразделения «Joint Task Force 2» были тайно направлены в Афганистан в конце 2001 года, а в январе — феврале 2002 г. в страну прибыли подразделения канадского контингента Международных сил содействия безопасности.

## Военные действия

### Предпосылки
В сентябре 2001 г., после террористических атак 11 сентября, министр национальной обороны Арт Эглтон рекомендовал генерал-губернатору Адриенне Кларксон разрешить более чем 100 членам Канадских вооружённых сил, служащих по программам военного обмена в США и других странах, участвовать в американских операциях в Афганистане. Целью операций были нахождение и обезвреживание членов аль-Каиды в этой стране и крушение режима Талибана, признанного в поддержке международного терроризма.

### Участие в боевых действиях
В марте 2002 года канадские военнослужащие участвовали в операции «Анаконда».
В ноябре 2005 года для канадского контингента ISAF были заказаны 75 бронемашин RG-31 Mk.3, с начала 2006 года они начали поступать в Афганистан.
В декабре 2005 года из США для канадского контингента в Афганистане было поставлено шесть 155-мм гаубиц M777.
В 2006 г. участие Канады в войне активизировалось, в это время численность канадского контингента была увеличена, значительная часть канадских сил была сосредоточена в провинции Кандагар.
Летом 2006 года канадские военнослужащие приняли участие в наступательной операции «Operation Mountain Thrust» на юге Афганистана.
15 сентября 2006 года правительство Канады приняло решение увеличить численность канадского контингента в Афганистане, в страну были направлены 15 танков «Leopard C2», инженерные бронемашины AEV «Badger» и пехотная рота (численностью 200—500 военнослужащих).
По состоянию на апрель 2007 года, канадский контингент уже располагал 17 танками «Leopard C2». Кроме того, в апреле 2007 года правительство Канады заключило соглашение с ФРГ, в соответствии с которым Германия предоставила для канадского контингента в Афганистане ещё 20 танков «Leopard 2A6M».
В мае 2007 года для канадского контингента ISAF были заказаны броневики Buffalo MPV, в сентябре 2007 года первые три машины были поставлены в Афганистан.
В 2007 году для канадского контингента ISAF было закуплено 82 бронированных грузовика Mercedes-Benz Actros AHSVS.
В мае 2008 года численность канадского контингента составляла около 2,5 тыс. военнослужащих.
В сентябре 2008 года премьер-министр Канады объявил, что правительство Канады завершит участие в военной операции в Афганистане «в 2011 году».
В начале 2009 года на вооружение канадского контингента поступили закупленные в Израиле БПЛА «Heron».
В июле 2009 года Канада заключила соглашение на поставку из Германии для канадского контингента в Афганистане ещё 20 модернизированных танков «Leopard 2 A4M CAN», в октябре 2010 года первые танки были переданы Канаде, в период с декабря 2010 года по середину января 2011 года первые пять из двадцати танков были доставлены в Афганистан.
В феврале 2010 года канадские военнослужащие участвовали в операции «Моштарак».
В начале июля 2011 года Канада объявила о прекращении боевой операции в Афганистане, в течение следующих пяти месяцев из Афганистана был выведен канадский контингент ISAF — 2,8 тыс. военнослужащих.
16 декабря 2011 года был завершен вывод канадского контингента ISAF из Афганистана, однако в соответствии с программой «NATO Training Mission-Afghanistan» в стране остались 950 канадских инструкторов, которые должны заниматься подготовкой афганских военнослужащих и сотрудников сил безопасности вплоть до марта 2014 года.
В марте 2013 года министр обороны Канады Питер Маккей сообщил, что все 925 инструкторов будут выведены из Афганистана к марту 2014 года, а вывоз оставшихся там техники и имущества минобороны Канады завершится к августу 2014 года.

## Потери канадского контингента ISAF в Афганистане
По официальным данным министерства обороны Канады, в период с апреля 2002 до конца декабря 2011 года в Афганистане получили ранения 2047 военнослужащих канадского контингента ISAF.
По состоянию на март 2012 года, в ходе боевых действий в Афганистане погибли 162 канадских граждан (158 военнослужащих и 4 гражданских лиц).

## Затраты на ведение войны в Афганистане
- к середине 2011 года, расходы Канады на ведение войны составили свыше 11 млрд долларов США[19].

## Результаты
Участие Канады в военной операции в Афганистане было официально завершено 12 марта 2014 года, в войне приняли участие 40 тыс. военнослужащих Канады, из которых 162 погибли и 2197 были ранены, военные расходы Канады составили 11,3 млрд долларов. Проведённый 23 марта 2013 года телекомпанией CTV социологический опрос показал, что 52 % опрошенных граждан Канады считают военную операцию вооружённых сил Канады в Афганистане «провальной» и лишь 48 % — «успешной».

## Правительственные награды за участие в операции в Афганистане
- в 2004 году была учреждена медаль «General Campaign Star — South-West Asia»[21]